# Gro-up
Gro-up bestaat uit verschillende organisaties die actief zijn in kinderopvang, buurtwerk, zorg en onderwijs.
De organisatie is actief op 300 locaties, telt anno 2021 circa 3000 werknemers en circa 500 vrijwilligers. Het hoofdkantoor zetelt in Berkel en Rodenrijs.

## Geschiedenis
In 1998 is de voorloper van gro-up opgericht onder de naam Stichting Welzijn Alexander. Dit gebeurde nadat de Gemeente Rotterdam de subsidies voor sociaal cultureel welzijn niet meer op wijk-, maar op deelgemeenteniveau ging verdelen. De subsidie voor deelgemeente Prins Alexander ging naar Stichting Welzijn Alexander. Zij leverden in de deelgemeente buurtwerk en peuterspeelzaalwerk. Vervolgens werd in 2002 de organisatie verder vormgegeven door de Stichting SWKGroep. In 2007 ontstond uiteindelijk, na diverse bestuurlijke overnames en fusies, een nieuwe organisatie met de naam SWKGroep.

In 2022 is de naam van de organisatie veranderd in gro-up.

## Organisatieonderdelen
Kinderopvang:
- Kinderopvang BijDeHand heeft kinderdagverblijven, buitenschoolse opvang, peuteropvang en integrale kindcentra in Rotterdam en Berkel en Rodenrijs[3]
- COKD Kinderopvang COKD (Centrale Organisatie Kinderopvang Drechtsteden)
- Stichting DeTafelVan
- Stichting GroeiBriljant peuteropvang in Rotterdam
- IJsselkids Kinderopvang met locaties verspreid over alle wijken van Capelle aan den IJssel, Zevenhuizen/Moerkapelle, Moordrecht en Haastrecht, Bergambacht en Stolwijk
- Kern Kinderopvang met locaties verspreid over verschillende wijken van Zoetermeer, Boskoop en Alpen aan de Rijn
- KOKO Kinderopvang met locaties verspreid in Vleuten-De Meern, Linschoten, Montfoort en Reeuwijk
- Triodus Kinderopvang met kinderdagverblijven, peuteropvang en buitenschoolse opvang in Den Haag, Pijnacker-Nootdorp en Wassenaar (in 2014 toegevoegd aan SWKgroep na faillissement)[4]

Buurtwerk :
- Stichting Buurtwerk NL actief in regio Zuid-Holland (Rotterdam, Schiedam, Woerden en Zoetermeer, Vijfheerenlanden, Aalsmeer, Gouda en Dordrecht).

Stichting Jeugd en Jongerenwerk Midden Holland:
- Tegenwoordig onderdeel van de SWKGroep. Actief in regio Zuid-Holland (Oegstgeest, Wassenaar, Pijnacker-nootdorp, Lansingerland, Wadinxveen, Krimpen en Krimpenerwaard).

Zorg:
- De Buitenwereld dat individuele training, groepstraining, ouderbegeleiding of logeerweekenden verzorgt, op school, in een trainingsgroep of bij gezinnen thuis.

Onderwijs:
- Van Brienenoordschool, een samenwerkingsschool voor protestants christelijk en openbaar basisonderwijs in Rotterdam en is gevestigd in Oud-IJsselmonde. (In 2019 is deze school toegevoegd aan de SWKgroep)[5]

Kraamzorg:
- Kraamzorg Rotterdam e.o

Services:
- Het Shared Service Center, dat dient ter ondersteuning van alle onderdelen van de organisatie.

## Projecten en samenwerkingen
Naast de reguliere activiteiten binnen de kinderopvang, buurtwerk, zorg en onderwijs organiseert men ook gezamenlijke projecten. De organisaties die onderdeel zijn van de gro-up delen kennis en ervaring en benutten elkaars krachten. Op die manier wordt mogelijk om bijzondere projecten te organiseren voor kinderen, hun ouders en bewoners in de wijk. 